# Plantation Island
Plantation Island est une census-designated place située dans le comté de Collier, dans l’État de Floride, aux États-Unis.

## Démographie
| 2000 | 2010 | - | - | - | - |
| ---- | ---- | - | - | - | - |
| 202  | 163  | - | - | - | - |

Lors du recensement de 2010, elle comptait 163 habitants.